# Group Sex (film)
Group Sex is een Amerikaanse, komische, direct-naar-video-film uit 2010 geregisseerd door Lawrence Trilling.

## Verhaal
Andy en Jerry zijn twee huisgenoten en zakenpartners. Wanneer Andy op een dag Vanessa hoort zingen in een bar is hij op slag verliefd. Hij volgt haar naar een kerk, waar hij inziet dat ze deel uitmaakt van een hulpgroep voor seksverslaafden. Voor hij het goed en wel beseft is hij opgenomen in de groep.

## Rolverdeling
| Acteur                  | Personage |
| ----------------------- | --------- |
| Josh Cooke              | Andy      |
| Greg Grunberg           | Jerry     |
| Odette Yustman          | Vanessa   |
| Robert Patrick Benedict | Donny     |
| Kym Whitley             | Tiffany   |
| Tom Arnold              | Herman    |
| Henry Winkler           | Burton    |
| Lombardo Boyar          | Ramon     |
| Katherine Narducci      | Frannie   |
| Greg Germann            | Reeves    |
| Kurt Fuller             | Bloom     |